# Марковский, Юлиан
Юлиан Мариан Шелига Марковский (пол. Julian Markowski; 3 января 1846, Львов — 13 января 1903, Львов, Австро-Венгрия) — польский скульптор, активно работавший во Львове.

## Биография
Сын механика. Его дедом по матери был известный скульптор Иоганн (Ян) Шимзер. С детства приобщался к искусству скульптуры во мастерской деда. Окончил реальную школу во Львове.
Под влиянием патриотических настроений, в возрасте 17 лет, участвовал в польском восстании (1863—1864). Получил штыковое ранение левой руки.
После подавления восстания, переодевшись в женскую одежду, добрался до Львова. Перепробовал многие профессии, выступал как актер в передвижном театре.
С 1866 г. дружил с Артуром Гроттгером, под влиянием которого решил заняться скульптурой.
С 1867 года обучался у скульптора Париса Филиппи, затем, при финансовой поддержке семьи Дзедушицких в 1867—1868 г. — в Венской академии искусств.
После возвращения во Львов в 1870 году основал недалеко от Лычаковского кладбища скульптурную мастерскую по изготовлению, в основном, надгробий.
В 1876 г. принял участие в конкурсе на создание монумента классику польской литературы — Северину Гощинский. Это был первый серьезный успех молодого художника. Памятник С. Гощинскому был завершен в 1880 году и установлен на Лычаковском кладбище.
Львов в эти годы переживал бурное развитие и Марковский стал получать многочисленные заказы на аллегорические и декоративные скульптуры для украшения домов, памятников, , статуй для украшения общественных зданий, построенных в стиле академического историзма, а не только на надгробия.
Среди его учеников — Григорий Кузневич, вместе с которым, он работал над созданием большого количества скульптур, украшающих общественные места Львова.
Работал, в основном, с гранитом, мрамором и песчаником. Автор многих надгробных памятников (в том числе, им и его мастерской около 60 скульптурных фигур) на Лычаковском кладбище во Львове. Скульптор работал также по заказам, которые поступали из Черновцов, Тернополя, Снятина, Станислава (ныне Ивано-Франковск) и других городов и сёл Галичины.
Умер внезапно от пневмонии и был похоронен на Лычаковском кладбище.
Дочь, Зофья, вышла замуж за Арпада Риманоци (1867—1925), военного инженера-строителя в Вене; их сын — канадский скрипач Жан де Риманози.

## Избранные работы
- Надгробный памятник Северину Гощинский
- Постамент памятника королю Яну III Собескому (установлен во Львве, после окончания Второй мировой войны перевезен в Гданьск, Польша)
- Монумент Яну Килинскому (совм. с Г.Кузневичем) в Стрыйском парке (во Львове)
- Монумент Бартоша Гловацкого во Львове
- Надгробный памятник Юлиана Ордона (совм. с Ф. Барончем),
- аллегорическая скульптурная группа «Фортуна венчает Труд», (Львов, Музей этнографии и художественного промысла)
- скульптура музы Полигимнии (1899, Львов, фасад Львовского театра оперы и балета)
- Надгробие писателю и общественному деятелю Стефану Качала (1900) на кладбище в с. Шельпаки.